# Lomariopsidaceae
La Lomariopsidaceae (Lomariopsidaceae Alston, 1956) è una famiglia di felci con una distribuzione principalmente tropicale. Nella classificazione del 2016 del Gruppo Pteridophyte Phylogeny (PPG I), la famiglia è collocata nel sottordine delle Polypodiineae dell'ordine Polypodiales. Alternativamente, può essere trattata come la sottofamiglia Lomariopsidoideae della famiglia genericamente definita delle Polypodiaceae.

## Generi
I seguenti generi sono associati a questo taxa:
- Cyclopeltis J.Sm.
- Dracoglossum Christenh.
- Lomariopsis Fée (including Thysanosoria)
- Thysanosoria A.Gepp

## Usi
Alcune Lomariopsidaceae sono coltivate come piante ornamentali.